# ألين دياز
ألين دياز (بالبرتغالية: Aline Dias‏) هي عارضة وممثلة برازيلية، ولدت في 19 سبتمبر 1991 في Leopoldina, Minas Gerais ‏ في البرازيل.

## وصلات خارجية
- ألين دياز على موقع IMDb (الإنجليزية)
- ألين دياز على موقع قاعدة بيانات الفيلم (الإنجليزية)
- ألين دياز على موقع كينوبويسك (الروسية)